# Pewek
Pewek (ros. Певек) – miasto w azjatyckiej części Rosji, w Czukockim Okręgu Autonomicznym, ośrodek administracyjny rejonu czaunski.
Leży na wschodnim brzegu Zatoki Czauńskiej Morza Wschodniosyberyjskiego, około 580 km na północny zachód od Anadyru; współrzędne geograficzne 69°42′N 170°19′E/69,700000 170,316667; 4,5 tys. mieszkańców (2017); ośrodek regionu wydobycia rud cyny; przemysł materiałów budowlanych i maszynowy; elektrownia cieplna; port morski na Północnej Drodze Morskiej; lotnisko.
Linia kolejowa, łącząca Pewek z pobliskimi kopalniami rud cyny jest najdalej na północ wysuniętą na Ziemi linią kolejową.
Osiedle zostało  założone w 1933 roku. W 1967 roku Pewek dostał prawa miejskie.
W mieście znajduje się zarząd Rezerwatu „Wyspa Wrangla”.